# Torfaen
Torfaen és una Autoritat Unitària de Gal·les. Fou un dels cinc districtes en què es dividí el comtat de Gwent des del 1974 fins al 1996.
Es troba al sud-est de Gal·les, prop de la frontera amb Anglaterra